# Tampuk Tangah
Tampuk Tangah is een bestuurslaag in het regentschap Sawah Lunto van de provincie West-Sumatra, Indonesië. Tampuk Tangah telt 1832 inwoners (volkstelling 2010).